# آنتاناناریوو-آتسیموندرانو (بخش)
آنتاناناریوو-آتسیموندرانو (به لاتین: Antananarivo-Atsimondrano) یک بخش‌های ماداگاسکار در ماداگاسکار است که در آنالامانگا واقع شده‌است.